# Volta a Polònia 2010
La Volta a Polònia 2010 fou la 67a edició de la cursa ciclista Volta a Polònia. La prova formava part del calendari mundial UCI 2010 i es disputà entre l'1 i el 7 d'agost. Els ciclistes hagueren de superar 1.256,5 km distribuïts en set etapes..
El vencedor final fou l'irlandès Daniel Martin, que trencà la cursa en la 5a etapa, imposant-se per davant de l'eslovè Grega Bole.

## Equips participants
Vint-i-tres equips prenen part en aquesta edició de la Volta a Polònia, 18 de l'UCI ProTour i cinc equips convidats:
- Equips ProTour

| - Ag2r-La Mondiale - Astana Qazaqstan Team - Caisse d'Epargne - Euskaltel–Euskadi - Footon-Servetto-Fuji - FDJ | - Garmin-Transitions - Lampre-Farnese Vini - Liquigas-Doimo - Omega Pharma-Lotto - Quick Step - Rabobank ProTeam | - Team Sky - Team HTC-Columbia - Team Katusha - Team Milram - Team RadioShack - Team Saxo Bank |

- Equips convidats:

| - Selecció Polonesa - Vacansoleil | - Cervélo TestTeam - BMC Racing Team | - Skil-Shimano |

## Etapes
| Etapa    | Data      | Ciutats d'etapa                    | km    | Vencedor de l'etapa     | Líder de la general    |
| -------- | --------- | ---------------------------------- | ----- | ----------------------- | ---------------------- |
| 1a etapa | 1 d'agost | Sochaczew – Varsòvia               | 175,1 | Jacopo Guarnieri (ITA)  | Jacopo Guarnieri (ITA) |
| 2a etapa | 2 d'agost | Rawa Mazowiecka – Dąbrowa Górnicza | 240,0 | André Greipel (GER)     | Allan Davis (AUS)      |
| 3a etapa | 3 d'agost | Sosnowiec – Katowice               | 122,1 | Iauhèn Hutaròvitx (BLR) | Allan Davis (AUS)      |
| 4a etapa | 4 d'agost | Tychy – Cieszyn                    | 177'9 | Mirco Lorenzetto (ITA)  | Mirco Lorenzetto (ITA) |
| 5a etapa | 5 d'agost | Jastrzębie-Zdrój – Ustroń          | 149,0 | Daniel Martin (IRL)     | Daniel Martin (IRL)    |
| 6a etapa | 6 d'agost | Oświęcim – Bukowina Tatrzańska     | 228'5 | Bauke Mollema (NED)     | Daniel Martin (IRL)    |
| 7a etapa | 7 d'agost | Nowy Targ – Cracòvia               | 163'9 | André Greipel (GER)     | Daniel Martin (IRL)    |

## Classificació final
|    | Ciclista                | Equip               | Temps       |
| -- | ----------------------- | ------------------- | ----------- |
| 1  | Daniel Martin (IRL)     | Garmin-Transitions  | 30h 38' 48" |
| 2  | Grega Bole (SLO)        | Lampre-Farnese Vini | + 8"        |
| 3  | Bauke Mollema (NED)     | Rabobank ProTeam    | + 10"       |
| 4  | Michael Albasini (SUI)  | Team HTC-Columbia   | + 20"       |
| 5  | Alessandro Ballan (ITA) | BMC Racing Team     | + 21"       |
| 6  | Sylwester Szmyd (POL)   | Liquigas-Doimo      | + 26"       |
| 7  | Marek Rutkiewicz (POL)  | Selecció polonesa   | + 30"       |
| 8  | Diego Ulissi (ITA)      | Lampre-Farnese Vini | + 30"       |
| 9  | Tom Danielson (USA)     | Garmin-Transitions  | + 33"       |
| 10 | Tiago Machado (POR)     | Team RadioShack     | + 41"       |

## Evolució de les classificacions
| Etapa (Vencedor)            | Classificació general Żółta koszulka | Classificació de la muntanya Klasyfikacja górska | Classificació de les metes volants Klasyfikacja najaktywniejszych | Classificació dels punts Klasyfikacja punktowa | Classificació per equips |
| --------------------------- | ------------------------------------ | ------------------------------------------------ | ----------------------------------------------------------------- | ---------------------------------------------- | ------------------------ |
| 1a etapa (Jacopo Guarnieri) | Jacopo Guarnieri                     | Łukasz Bodnar                                    | Błażej Janiaczyk                                                  | Jacopo Guarnieri                               | Team Sky                 |
| 2a etapa André Greipel      | Allan Davis                          | Marcin Sapa                                      | Błażej Janiaczyk                                                  | Allan Davis                                    | Team Sky                 |
| 3a etapa Iauhèn Hutaròvitx  | Allan Davis                          | Dominique Rollin                                 | Błażej Janiaczyk                                                  | Allan Davis                                    | Team Sky                 |
| 4a etapa Mirco Lorenzetto   | Mirco Lorenzetto                     | Johnny Hoogerland                                | Błażej Janiaczyk                                                  | Allan Davis                                    | Lampre-Farnese Vini      |
| 5a etapa Daniel Martin      | Daniel Martin                        | Johnny Hoogerland                                | Błażej Janiaczyk                                                  | Allan Davis                                    | Garmin-Transitions       |
| 6a etapa Bauke Mollema      | Daniel Martin                        | Johnny Hoogerland                                | Johnny Hoogerland                                                 | Grega Bole                                     | Garmin-Transitions       |
| 7a etapa André Greipel      | Daniel Martin                        | Johnny Hoogerland                                | Johnny Hoogerland                                                 | Allan Davis                                    | Garmin-Transitions       |
| Final                       | Daniel Martin                        | Johnny Hoogerland                                | Johnny Hoogerland                                                 | Allan Davis                                    | Garmin-Transitions       |